# معركة فينترتور
كانت معركة فينترتور (27 مايو 1799م) معركةهامة بين عناصر من جيش الدانوب وعناصر من جيش هابسبورغ، بقيادة فريدريش فرايهر فون هوتسه، خلال حرب التحالف الثاني، وهي جزء من حروب الثورة الفرنسية. تقع بلدة فينترتور الصغيرة على بعد 18 كيلومترًا (11 ميلًا) شمال شرق زيورخ في سويسرا. وبسبب موقعها عند تقاطع سبعة طرق، فالجيش الذي يسيطر على المدينة يمكنه التحكم في الوصول إلى معظم سويسرا والنقاط التي تعبر نهر الراين إلى جنوب ألمانيا. على الرغم من أن القوات المشاركة كانت صغيرة، إلا أن قدرة النمساويين على مواصلة هجومهم الذي استمر 11 ساعة على الخط الفرنسي أدى إلى توحيد ثلاث قوات نمساوية على الهضبة شمال زيورخ، مما أدى إلى الهزيمة الفرنسية بعد بضعة أيام.
بحلول منتصف مايو 1799، كان النمساويون قد انتزعوا من الفرنسيين السيطرة على أجزاء من سويسرا، حيث طردتهم القوات تحت قيادة هوتسه والكونت هاينريش فون بيليغارد من جريسونس. بعد هزيمة جيش الدانوب تحت قيادة جان بابتيست جوردان، والبالغ قوامه 25,000 رجل في معركتي أوستراخ وستوكاش، عبر الجيش النمساوي الرئيسي، تحت قيادة الأرشيدوق تشارلز، نهر الراين في بلدة شافهاوزن السويسرية واستعد للانضمام إلى جيوش هوتسه وفريدريك جوزيف، كونت ناويندورف، في السهول المحيطة بزيورخ.
سعى كلا من جيش هيلفيتيا الفرنسي وجيش نهر الدانوب، وهما تحت قيادة أندريه ماسينا، إلى منع هذا الاندماج. ماسينا أرسل ميشيل نيي وقوة صغيرة مختلطة من سلاح الفرسان والمشاة من زيورخ لإيقاف قوات هوتسه في فينترتور. وعلى الرغم من المنافسة الحادة، نجح النمساويون في إخراج الفرنسيين من مرتفعات فينترتور، مع أن كلا الجانبين قد تكبد خسائر كبيرة. وبمجرد أن تم اتحاد جيوش هابسبورغ في أوائل يونيو ، هاجم الأرشيدوق تشارلز المواقع الفرنسية في زيورخ وأجبر الفرنسيين على الانسحاب إلى ما وراء نهر ليمات.